# 330-339
De jaren 330-339 (van de christelijke jaartelling) zijn een decennium in de 4e eeuw.

## Belangrijke gebeurtenissen

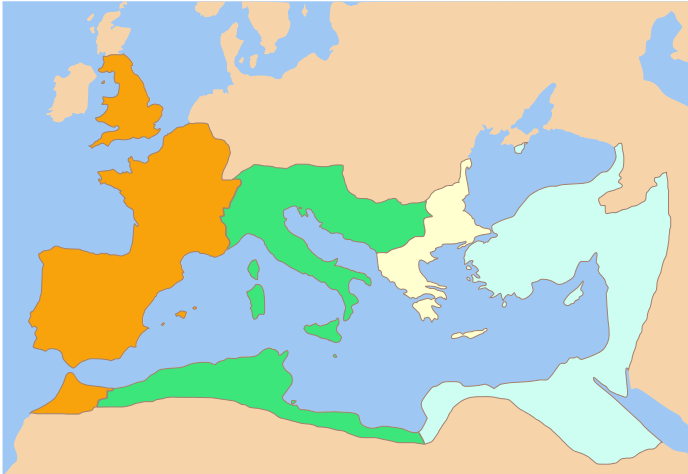
Oranje : Constantijn II, groen : Constans I, blauw : Constantius II.

- 330 : Op 11 mei wordt Constantinopel officieel ingewijd als hoofdstad van het Romeinse Rijk.
- 335 : De Vandalen verslaan de Visigoten in de Slag aan de Moeresjoel.
- 337 : Na de dood van Constantijn de Grote op 22 mei 337 verdelen zijn zonen het rijk : Constantijn II krijgt het westen, Constantius II het oosten en Constans I het midden.
- 337 : Is ook het begin van een grote zuivering in de entourage van de nieuwe keizers, onder andere Dalmatius, heerser van het Romeins Griekenland. (zie geel op de kaart).
- 337 : Mirian III van Iberië en Georgië bekeert zich tot het christendom en schendt daardoor de neutraliteit.
- 337 : Sjapoer II hervat de Romeins-Perzische oorlogen.

### Lage landen
- Bouw van het Romeinse castellum ter bescherming van de Romeinse brug van Maastricht.

### Kunst en cultuur
- Byzantijnse kunst

## Heersers

### Europa
- Romeinse Rijk: Constantijn de Grote (306-337), Constantijn II (337-340), Constans I (337-350), Constantius II (337-361)
  - tegenkeizer: Calocaerus (333-334)

### Azië
- Armenië: Tiridates III (298-330), Khosro III (330-339), Tigranes VII (339-ca. 350)
- India (Gupta's): Chandragupta I (320-335), Samudragupta (335-375)
- Japan (traditionele datum): Nintoku (313-399)
- Perzië (Sassaniden): Shapur II (309-379)

### Religie
- paus: Silvester I (314-335), Marcus (336), Julius I (337-352)
- patriarch van Alexandrië: Athanasius (328-373)
- patriarch van Antiochië: Eustathius (324-337), Eulalius (331-333), Eufornius (333-334), Filaclus (334-342)

<< · 330 · 331 · 332 · 333 · 334 · 335 · 336 · 337 · 338 · 339 · >>
<< · 300-309 · 310-319 · 320-329 · 330-339 · 340-349 · 350-359 · 360-369 · 370-379 · 380-389 · 390-399 · >>